# Chiesa di San Rocco (Neirone)
La chiesa di San Rocco è un luogo di culto cattolico situato nella frazione di Ognio, in via alla Chiesa, nel comune di Neirone nella città metropolitana di Genova. La chiesa è sede della parrocchia omonima del vicariato della Val Fontanabuona della diocesi di Chiavari.
L'edificio è sottoposto a vincolo architettonico da parte della Soprintendenza per i beni archeologici della Liguria.

## Storia e descrizione

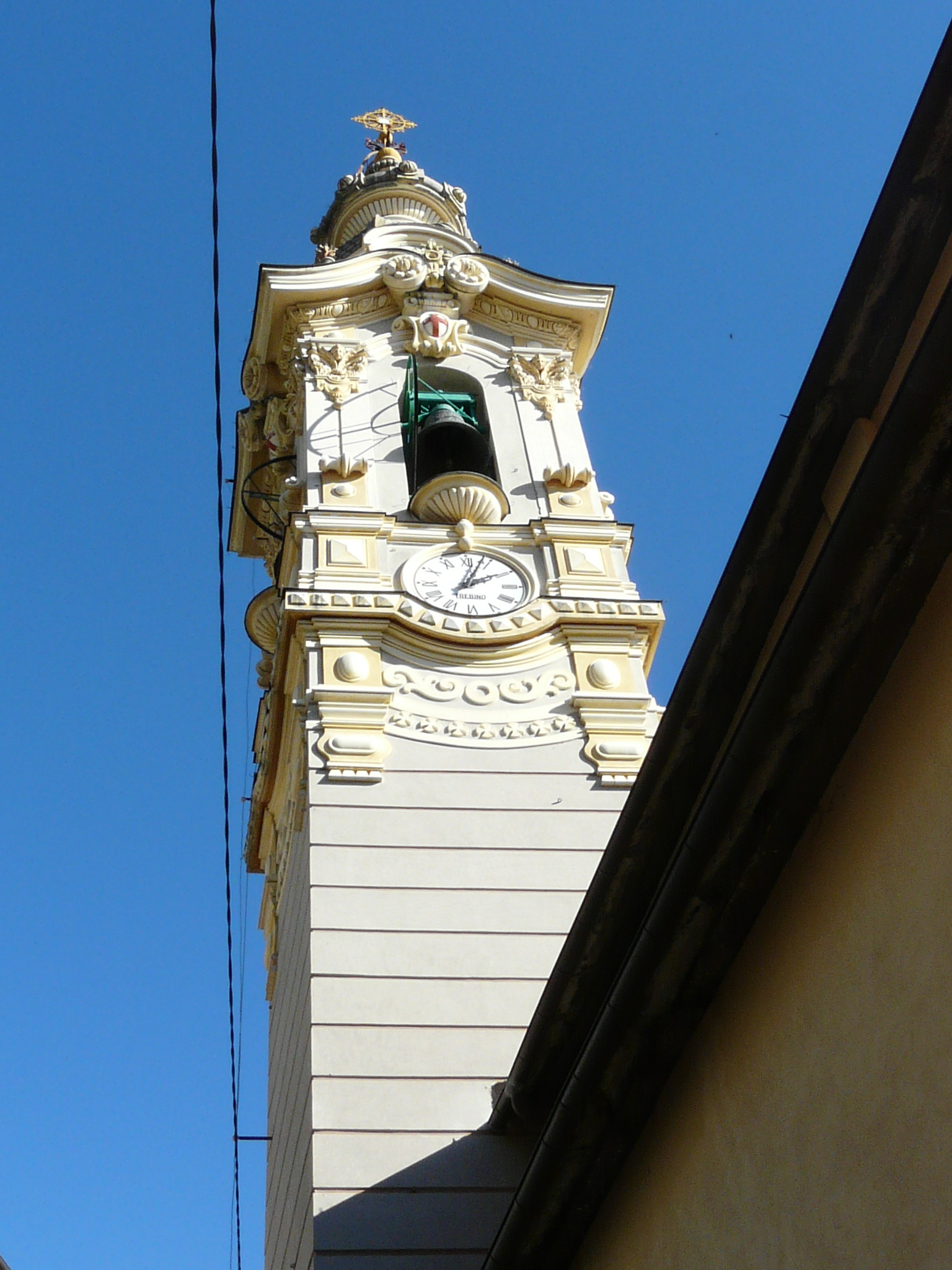
Particolare del campanile

In posizione panoramica, la chiesa fu edificata nel corso del XVII secolo e ordinata parrocchia nel 1603 dall'arcivescovo di Genova Orazio Spinola.
Nella facciata, nel portale di ingresso, è presente una statua del 1875 ritraente il santo titolare dell'edificio. Conserva un importante organo Paoli risalente al 1888 e restaurato nel 2016. L'organo dispone di 19 canne in stagno fine sonore. La tastiera è in osso spezzato ed ebano a 58 tasti, con pedaliera a leggio di 17 pedali + 1.
All'interno sono invece conservati due dipinti raffiguranti la Madonna del Carmelo e San Biagio.
Il campanile è una vera e propria opera d'arte per la ricchezza e la pregevolezza degli ornamenti.